# Свети Илия (Емилианос)
Вижте пояснителната страница за други значения на Свети Илия.
„Свети Пророк Илия“ (на гръцки: Προφήτη Ηλία) е възрожденска православна църква в гревенското село Емилианос (Критадес), Егейска Македония, Гърция.
Църквата е завършена, според надписа на 19 август 1873 година. В архитектурно отношение е трикорабна базилика. В интериора притежава красив резбован иконостас и ценни стенописи.